# Passerelle VoIP
 (septembre 2020).
Une passerelle VoIP est un périphérique convertissant le trafic téléphonique en données pouvant être transmises sur un réseau informatique.

## Définition
Une passerelle VoIP est un périphérique réseau permettant de convertir en temps réel des appels fax et vocaux entre le réseau téléphonique commuté (RTCP) et un réseau IP. Les fonctions principales d’une passerelle VoIP englobent la compression / décompression, la paquetisation IP, l'acheminement des appels et le contrôle de la signalisation. Le principal but d’une telle passerelle est de connecter facilement un système téléphonique VoIP au réseau public commuté. Dans les réseaux des opérateurs de télécommunications, cette fonction est réalisée dans des media gateways.

## Utilisation

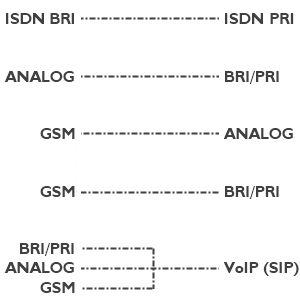
Conversion de différentes technologies vocales par une passerelle VoIP.

Une passerelle VoIP peut être utilisée dans différents scénarios :
- Pour convertir les lignes RNIS et analogiques entrantes en VoIP : dans ce cas, la passerelle permet de passer et de recevoir des appels vers des abonnés du réseau téléphonique commuté.
- Pour connecter un PABX traditionnel au réseau IP : la passerelle VoIP peut être utilisée de manière autonome pour acheminer les appels depuis un système PABX propriétaire vers le réseau public ou vers un fournisseur VoIP, et inversement. C’est une solution efficace pour réduire ses  coûts de télécommunication. En cas de défaillance du fournisseur SIP ou de la connexion Internet, certaines passerelles VoIP peuvent assurer un basculement automatique vers les liaisons classiques : RNIS, analogique ou GSM.

## Fabricants de passerelles VoIP
- AudioCodes
- BeroNet GmbH
- Mediatrix
- Patton Electronics